# Salina (Utah)
Salina ist eine Stadt (city) im Sevier County im US-Bundesstaat Utah. Das U.S. Census Bureau hat bei der Volkszählung 2020 eine Einwohnerzahl von 2441 ermittelt.
Salina liegt am Sevier River zwischen dem südlichen Ende des Wasatch Plateaus und der Pahvant Range an der Westflanke der Rocky Mountains auf einer Höhe von 1572 m und erstreckt sich auf einer Fläche von 15,9 km². Sie wird durch den Interstate Highway I 70 und den United States Highway US 89 erschlossen. Eine frühere Bahnlinie wurde nach der Zerstörung der Schienen durch Überschwemmungen 1983/84 nicht mehr wiederhergestellt. Die Wirtschaft des Ortes mit seinen 2489 Einwohnern (Stand 2010) und der Region wird bestimmt durch die Förderung von Steinkohle, Viehzucht und Ackerbau.

## Geschichte
Salina wurde 1864 von Anhängern der Kirche Jesu Christi der Heiligen der Letzten Tage im Zuge der Mormonischen Besiedelung Utahs gegründet, nachdem 1863 Kundschafter der Kirche das Tal des Sevier Rivers als geeignet für die Ansiedelung von ca. 30 Familienfarmen erklärt hatten. 1866 wurde die Siedlung im Rahmen des Black-Hawk-Kriegs zwischen den Mormonen und den einheimischen Indianervölkern der Ute, Paiute und Navajo angegriffen und die Siedler zogen sich nach Manti zurück. 1871 kamen sie wieder und errichteten die Siedlung erneut, diesmal mit einem Fort und anderen Befestigungsanlagen. Bei der Erkundung der Umgebung entdeckten sie Kohlelagerstätten, die zunächst für den Eigenbedarf, später kommerziell genutzt wurden.
1874 wurde die Brücke über den Sevier River fertig, Bewässerungskanäle erweiterten das landwirtschaftlich nutzbare Land. In den nächsten Jahren wurde eine Telegraphenleitung und ein Postamt errichtet, 1891 erreichte auch die Eisenbahn den Ort. Salina hatte zu diesem Zeitpunkt etwa 300 Einwohner und wurde im selben Jahr als selbständige Gemeinde (town) anerkannt. 1913 wurde Salina als city aufgewertet, in den 1920er Jahren der U.S. Highway 89 als erste asphaltierte Straße der Region ausgebaut.
In den 1940er Jahren wurde die Förderung der Steinkohle erheblich ausgebaut, die 1941 eröffnete SUFCO-Grube (früher Southern Utah Fuel Company) wurde seit 1985 von Arch Coal Inc. betrieben und 2013 an Bowie Ressource Partners verkauft. Sie fördert heute etwa 8 Millionen Tonnen im Jahr. Seit die Eisenbahnlinie am Sevier River 1983/84 durch Überschwemmungen mehrfach zerstört wurde, wurde die Verbindung von Salina nach Süden aufgegeben. Die Kohle aus der Mine wird allerdings weiterhin durch die Union Pacific Railroad befördert, sie liegt am erhaltenen Streckenteil.

## Mord an Kriegsgefangenen in Salina
In Salina waren nach dem Zweiten Weltkrieg etwa 250 deutsche Kriegsgefangene in Zelten untergebracht. Die Gefangenen wurden als Erntehelfer eingesetzt. Im Juli 1945 – zwei Monate nach der deutschen Kapitulation – feuerte ein amerikanischer Soldat namens Clarence V. Bertucci (geb. 14. September 1921 in New Orleans) nachts auf die Zelte, in denen die Gefangenen schliefen. Sechs Kriegsgefangene starben sofort und drei weitere in Krankenhäusern. 19 Menschen wurden schwer verwundet. Bertucci wurde später für unzurechnungsfähig und prozessunfähig befunden, verbrachte einige Zeit in einer New Yorker Heilanstalt und starb im Dezember 1969.